# Adam Gwiazda
Adam Gwiazda (ur. 1946) − polski naukowiec, prof. dr. hab., w swojej pracy naukowej zajmuje się problematyką międzynarodowych stosunków gospodarczych i finansowych, globalizacją, teorią i praktyką polityki, zmianami na globalnym rynku surowców i żywności oraz analizą porównawczą systemów gospodarczych i politycznych.
Kierownik Zakładu Teorii Polityki Uniwersytetu Kazimierza Wielkiego w Bydgoszczy i profesor zw. w Szkole Wyższej Prawa i Dyplomacji w Gdyni, a także ponad 20 lat wykładowca
Uniwersytetu Gdańskiego. Pełnił też funkcję rektora w Gdańskiej Wyższej Szkole Humanistycznej. Tytuł profesora z dziedziny nauk humanistycznych uzyskał w 1999 roku.
Pracował też jako wykładowca wizytujący na Uniwersytecie w Aberdeen, Wyższej Szkole Ekonomicznej w Brnie, Uniwersytecie w Helsinkach.
Pisał dla Agra Europe, Eurofish Report, Wektory Gospodarki, Gazeta Finansowa i Gazeta Bankowa. Od 2014 roku redaktor wSensie.pl a także członek w zespole ekspertów Fundacji Wsparcia Rolnika Polska Ziemia.

## Dorobek naukowy
Autor takich książek jak:
- Demograficzne wyzwania XXI wieku – implikacje dla polityki międzynarodowej
- Ekspansja zagranicznych koncernów handlowych
- Globalna ekspansja gospodarcza Chin
- Globalizacja i regionalizacja gospodarki światowej (trzy wydania)
- Międzynarodowa współzależność ekonomiczna we współczesnym świecie
- Wprowadzenie do marketingu międzynarodowego (trzy wydania)

Kierował pracami badawczo-naukowymi: Wprowadzenie do marketingu politycznego (2002) oraz Globalizacja i regionalizacja gospodarki światowej (1998).
Jest autorem dziesięciu monografii, a także ponad 240 studiów i artykułów naukowych, szeregu ekspertyz i wielu artykułów publicystycznych. Jest także promotorem kilkuset prac licencjackich i magisterskich oraz 19 prac doktorskich.